# 吉尔伯特环形山

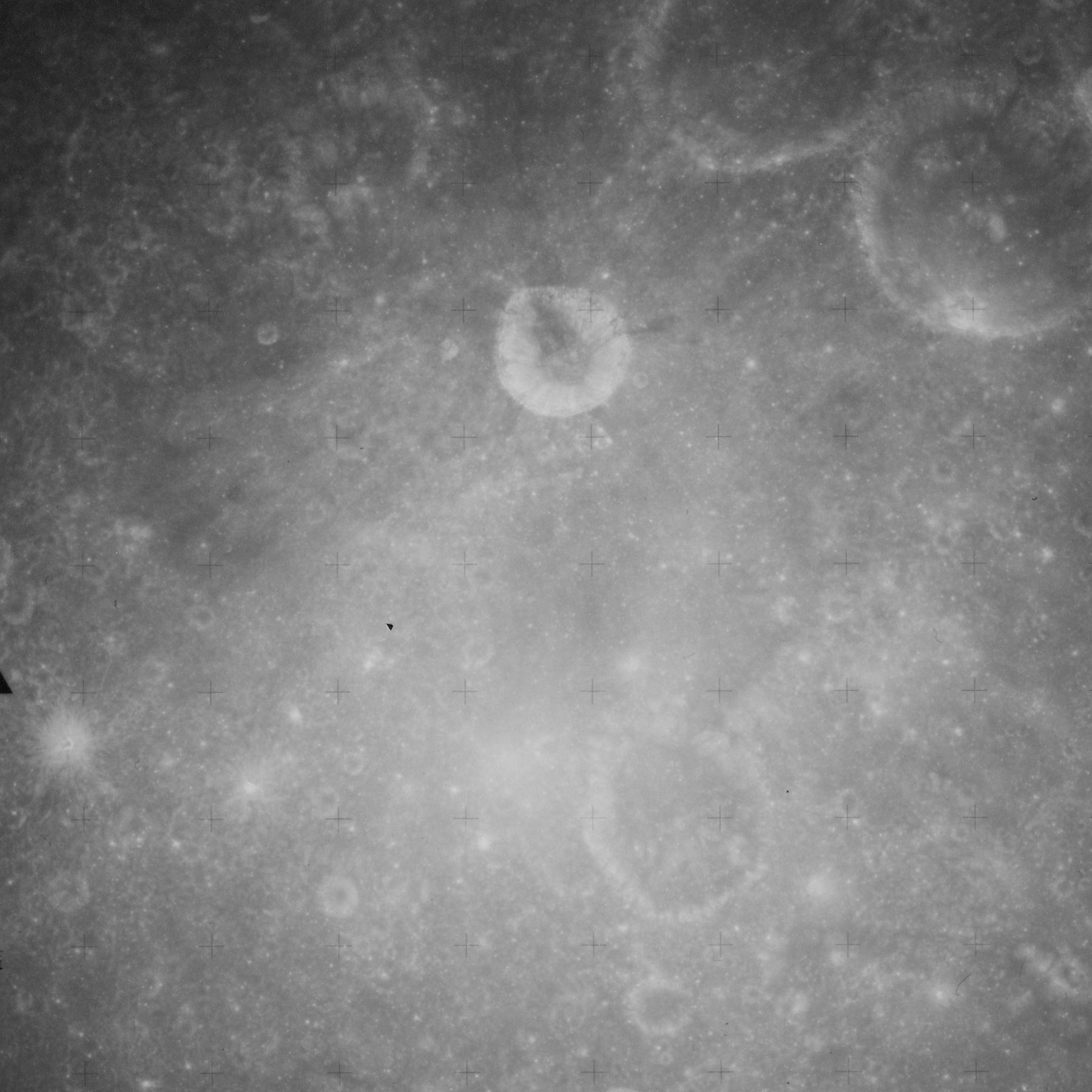
阿波罗16号拍摄的吉尔伯特环形山，请注意在阳光直射下，已磨损的边缘已模糊难辨。图中上方是较小但更加醒目的盖斯勒陨坑。

吉尔伯特环形山（Gilbert）是月球正面东侧赤道附近的一座古老大撞击坑，约形成于前酒海纪，
其名称取自美国地质地貌学家格罗夫·卡尔·吉尔伯特（1843年-1918年）和英国物理学家威廉·吉尔伯特（1544年–1603年），1964年被国际天文学联合会正式批准接受。

## 描述
该陨坑西侧毗邻兰金陨石坑；北面靠近诺比利陨石坑；魏尔斯特拉斯陨石坑和范弗莱克陨石坑连接在它的东北壁；东侧则是埃弗里陨石坑和卡里略陨石坑；而克斯特纳环形山和冯·贝林陨石坑分别位于它的东南和西南侧。吉尔伯特环形山坑内东北坐落着小陨坑盖斯勒，它的东面是史密斯海，西北则是浪海，该环形山的中心月面坐标为3°12′S 76°10′E / 3.2°S 76.16°E，直径100公里，深度为3.7公里。
由于存续期悠久，该环形山已明显损毁，环坑壁覆盖了众多不同大小的撞击坑，其中南侧壁几乎已完全瓦解。残存的坑壁平均高出周边地形1550米，内部容积约12900立方千米。碗状的坑底相对平坦，中心点附近密布着许多小陨坑，从坑底中央往南延伸出一些低矮的山脊。

## 卫星陨石坑
按惯例，最靠近吉尔伯特环形山的卫星坑将在月图上以字母标注在该坑的中心点旁。

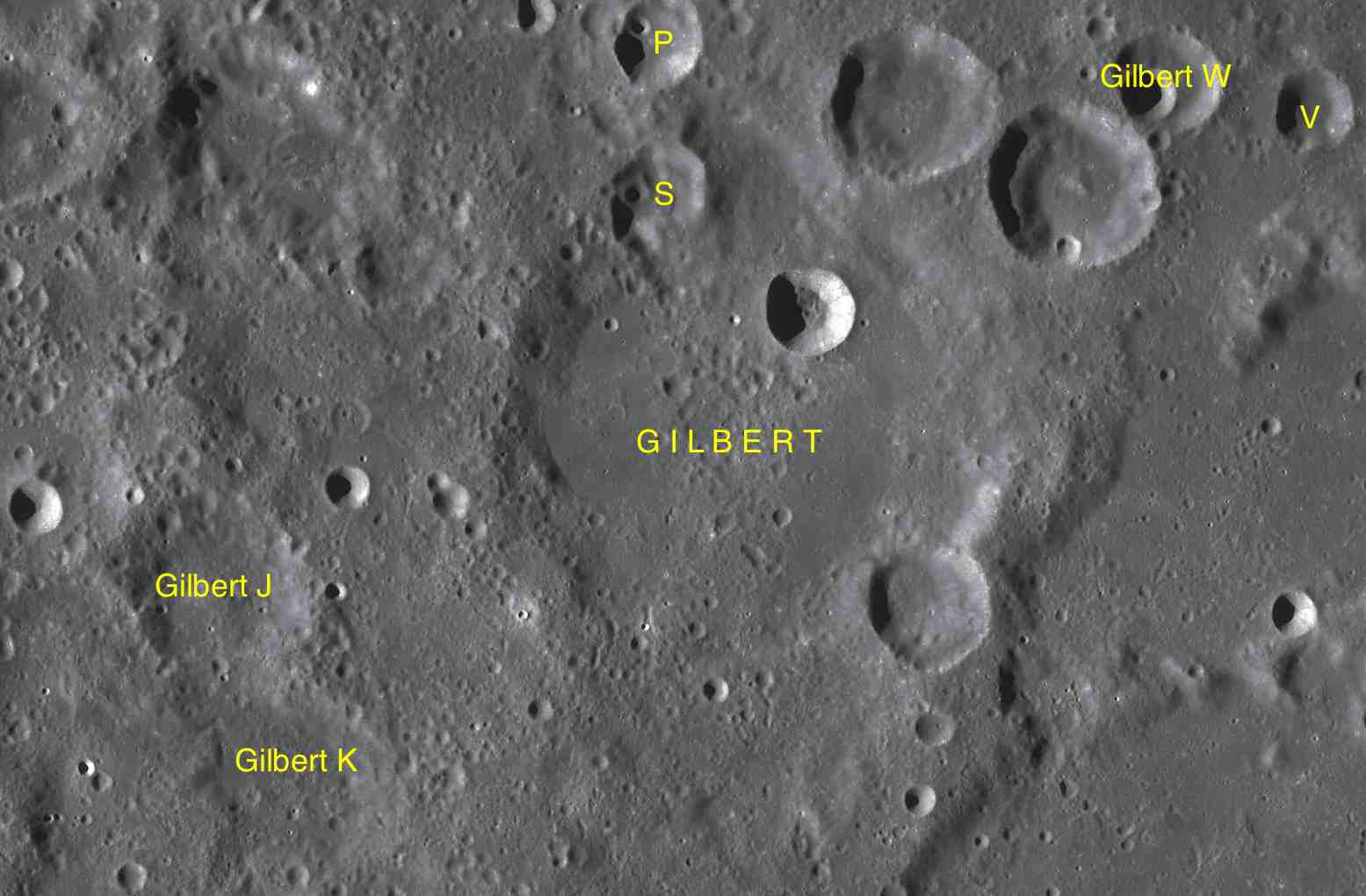
LAC-81 月图

| 吉尔伯特 | 纬度   | 经度    | 直径    |
| -------- | ------ | ------- | ------- |
| J        | 4.3° S | 72.7° E | 38 公里 |
| K        | 5.5° S | 73.2° E | 38 公里 |
| P        | 0.9° S | 75.6° E | 18 公里 |
| S        | 1.9° S | 75.6° E | 19 公里 |
| V        | 1.5° S | 79.9° E | 15 公里 |
| W        | 1.1° S | 78.9° E | 19 公里 |

下列陨石坑已被国际天文学联合会重新更名：
- 吉尔伯特 D—查看盖斯勒陨石坑；
- 吉尔伯特 M—查看范弗莱克陨石坑；
- 吉尔伯特 N—查看魏尔斯特拉斯陨石坑；
- 吉尔伯特 U—查看埃弗里陨石坑。

## 另请参阅
- Andersson, L. E.; Whitaker, E. A. . NASA RP-1097. 1982.
- Blue, Jennifer. . USGS. July 25, 2007  [2007-08-05]. （原始内容存档于2018-12-25）.
- Bussey, B.; Spudis, P. . New York: Cambridge University Press. 2004. ISBN 978-0-521-81528-4.
- Cocks, Elijah E.; Cocks, Josiah C. . Tudor Publishers. 1995. ISBN 978-0-936389-27-1.
- McDowell, Jonathan. . Jonathan's Space Report. July 15, 2007  [2007-10-24]. （原始内容存档于2018-12-25）.
- Menzel, D. H.; Minnaert, M.; Levin, B.; Dollfus, A.; Bell, B. . Space Science Reviews. 1971, 12 (2): 136–186. Bibcode:1971SSRv...12..136M. doi:10.1007/BF00171763.
- Moore, Patrick. . Sterling Publishing Co. 2001. ISBN 978-0-304-35469-6.
- Price, Fred W. . Cambridge University Press. 1988. ISBN 978-0-521-33500-3.
- Rükl, Antonín. . Kalmbach Books. 1990. ISBN 978-0-913135-17-4.
- Webb, Rev. T. W.  6th revised. Dover. 1962. ISBN 978-0-486-20917-3.
- Whitaker, Ewen A. . Cambridge University Press. 1999. ISBN 978-0-521-62248-6.
- Wlasuk, Peter T. . Springer. 2000. ISBN 978-1-85233-193-1.